# シュマシュキ王朝

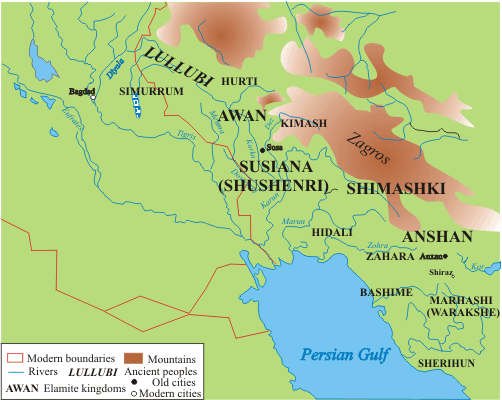
メソポタミア地域のシマシュキ朝の領土。

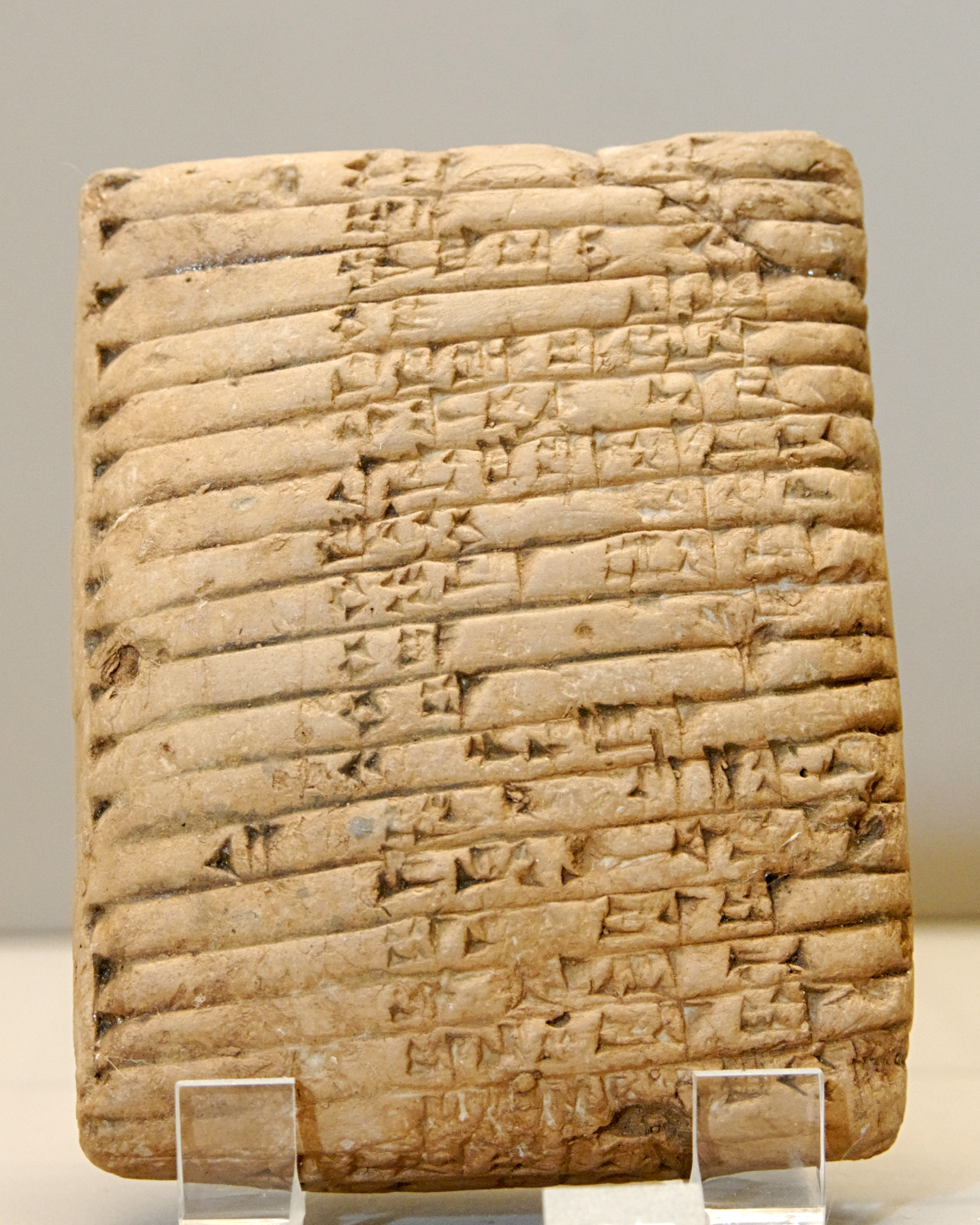
アワン王朝の12人の王とシマシュキ王朝の12人の王の王朝のリスト、紀元前1800年から1600年、ルーヴル美術館

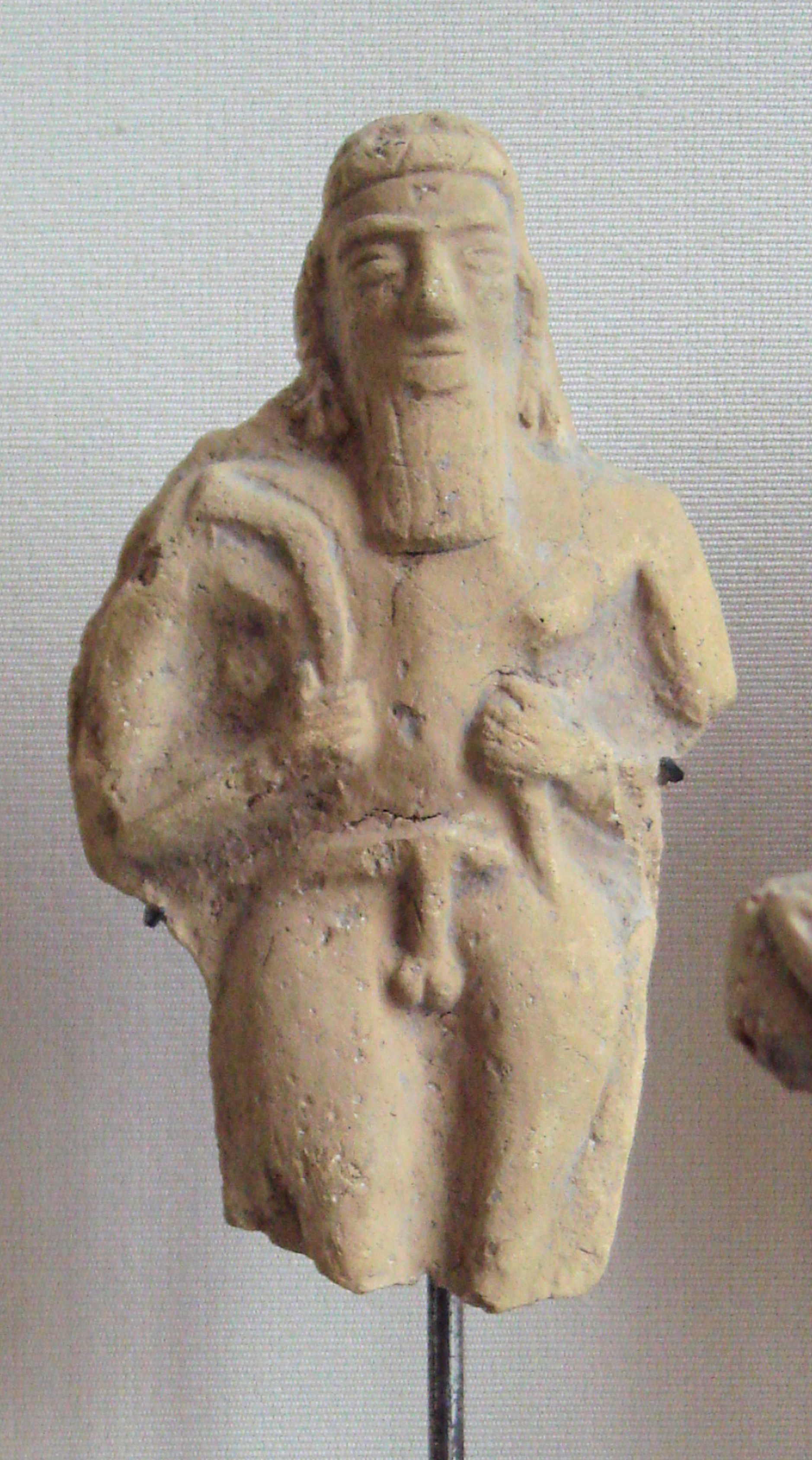
武器を持った裸の男ウル第三王朝2000年-1940年紀元前。ルーブル美術館

シュマシュキ王朝、シュマシュキ朝(The Shimashki or Simashki dynasty、𒈗𒂊𒋛𒈦𒄀𒆠,lugal-ene si-mash-giki　)は、紀元前2200年から紀元前1900年にかけてエラムに存在した王朝である。シュマシュキ王朝のあとには、スッカルマフ王朝(エパルティ王朝)が続いた。 シュマシュキ朝の12人の王のリストは、スーサのエラム人の王リストにありこれにはアワン王朝の王のリストも含まれている が、リストが歴史的にどれほど正確であるか（そしてそれが年代順を反映しているかどうか ）は不明であるが、その王の一部は近隣の人々の記録に登場することで裏付けられ 王朝は、旧エラム時代の中期（紀元前2700年頃から1600年頃）に相当。その後、スッカルマフ王朝が続く。シュマシュキはおそらく今日のイスファハーン近くに位置した。

## 個々の歴代王

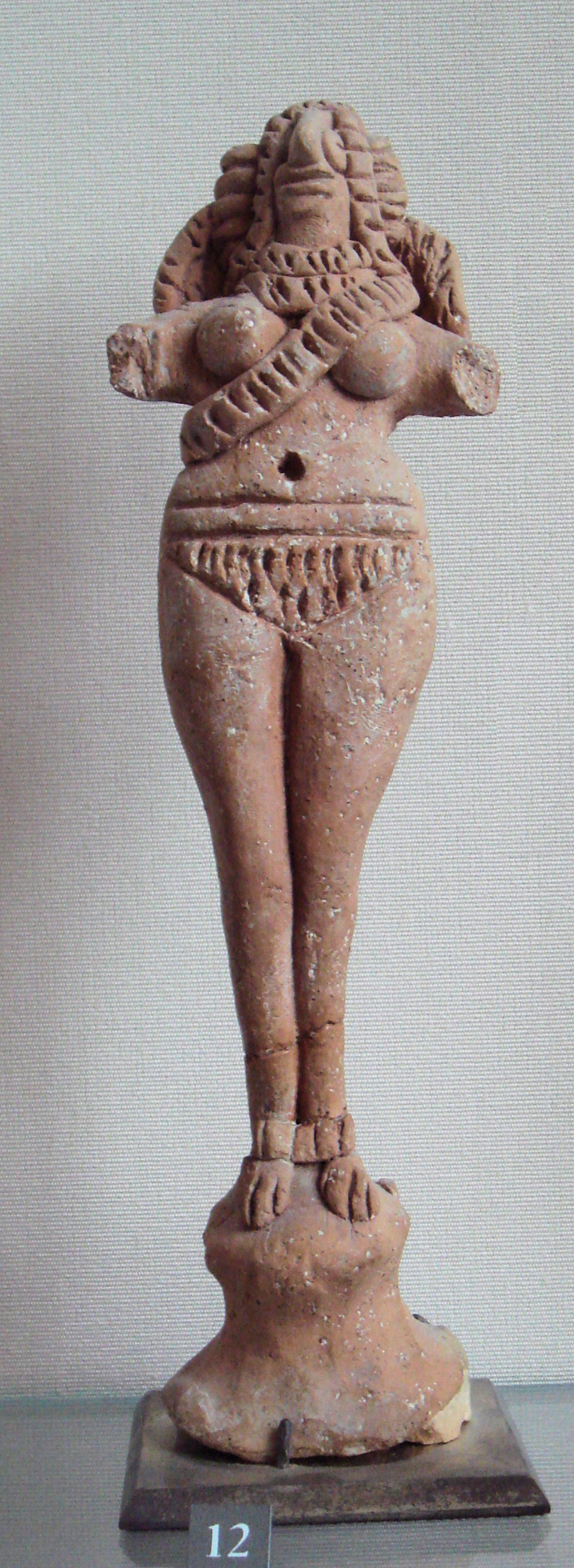
裸の女性の小像ウル第三王朝2000-1940紀元前。ルーブル美術館

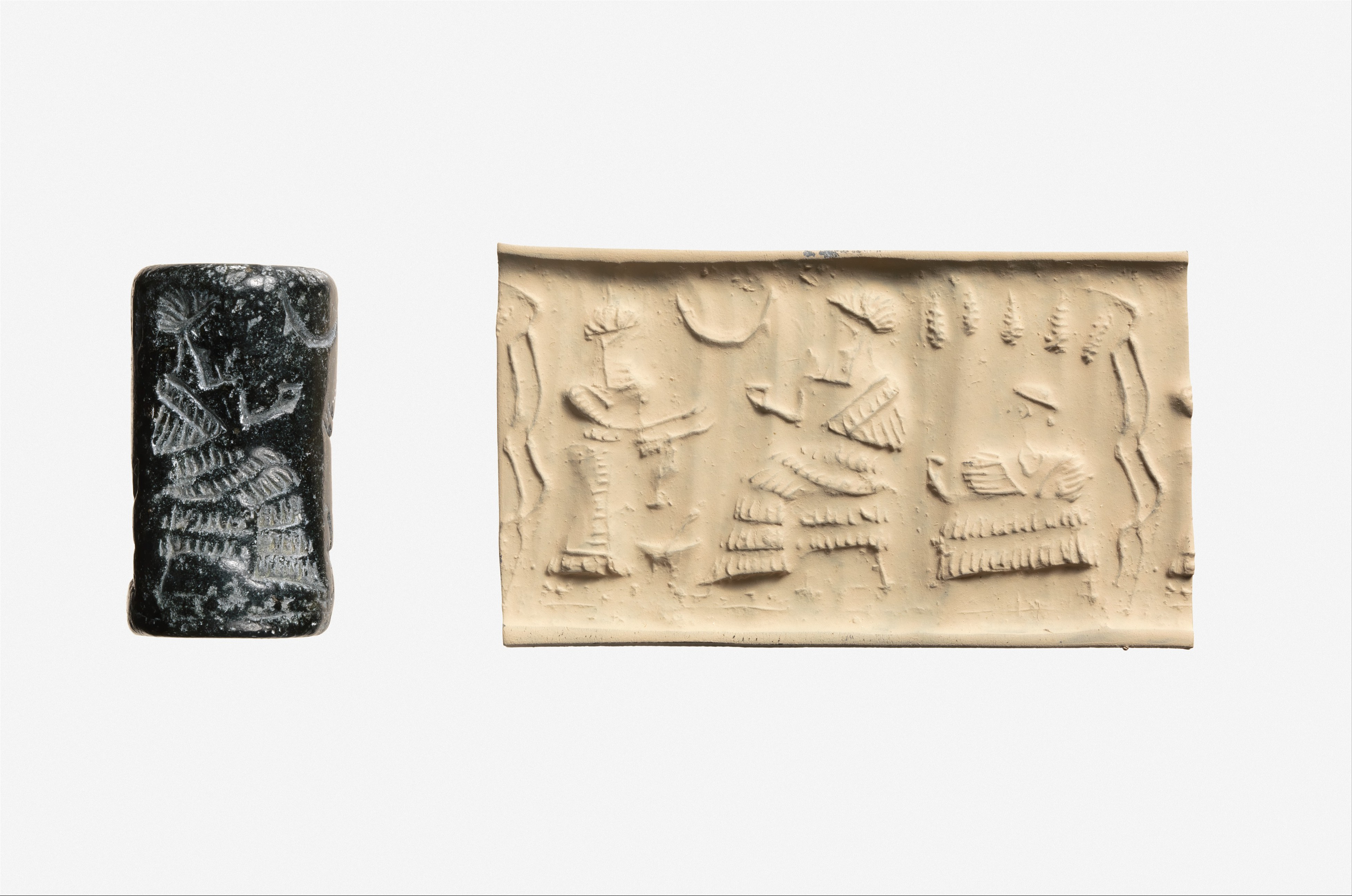
シリンダーシールとモダンな印象。座っている支配者または神の前の崇拝者、ブドウの樹木の下に座っている女性、オールドエラム語、紀元前2千年紀前半。

## 歴代王
- 無名の王(?~紀元前2100年頃)
- ギル・ナンメ1世
- タジッタ1世(紀元前2040年頃~紀元前2037年頃)
- エパルティ1世(?~紀元前2033年頃)
- ギル・ナンメ2世(紀元前2033年頃~?)
- タジッタ2世
- ルラク・ルッハン(紀元前2028年頃~紀元前2022年)
- フトゥラン・テムット
- インダットゥ・インシュシナク1世(?~紀元前2016年)
- キンダットゥ(紀元前2006年以前~紀元前2005年以後)
- インダットゥ・インシュシナク2世(紀元前1980年頃~?)
- タン・ルフラテル(紀元前1965年頃~?)
- インダットゥ・インシュシナク3世
- インダットゥ・ナピル
- インダットゥ・テムット(?~紀元前1928年?)[5]

## ソース
- ヒンツ、W。、「エラムの失われた世界」、ロンドン、1972年（tr。 F. Firuznia、دنیایگمشدهایلام、テヘラン、1992）
- ポッツ、DT、エラムの考古学、ケンブリッジ大学出版局、1999年。